# En riktig jävla schlager
En riktig jävla schlager skrevs av Kjell Jennstig, Leif Goldkuhl och Henrik Dorsin, och sjöngs av Ravaillacz vid Melodifestivalen 2013, där bidraget slutade på tionde plats.
Bidraget låg i fem veckor på Svensktoppen, innan den lämnade listan.

## Listplaceringar
| Lista (2013) | Topplacering |
| ------------ | ------------ |
| Sverige      | 18           |